# Помаре V
Помаре V (3 листопада 1839 — 12 червня 1891) —останній король Таїті. Правив 1877—1880 роках. Син королеви Помаре IV, представник династії Помаре.

## Життєпис

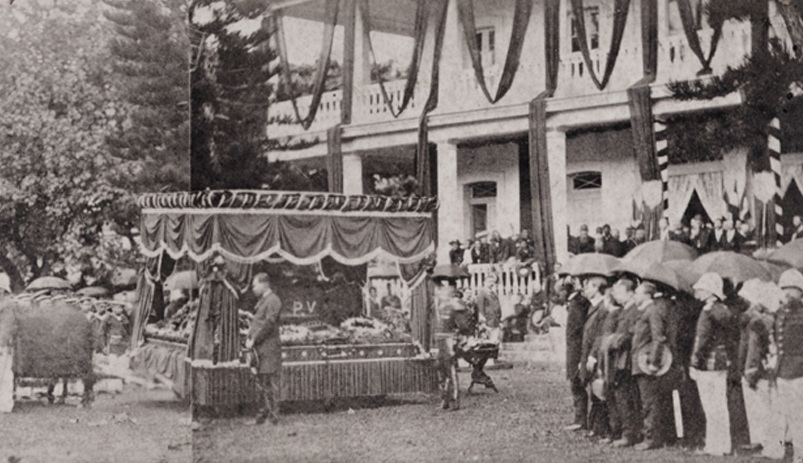
Процесія під час похорону Помаре V.

Він народився як Тері-і Тарі-а Те-ра-тане 3 листопада 1839 року на острові Таїті, в окрузі Аруе. 13 травня 1855 року, після смерті старшого брата, став офіційним спадкоємцем престолу (Арі-і-ауе) . Після смерті матері, Помаре IV, 17 вересня 1877 року став королем Таїті (коронація відбулася 24 вересня 1877 року в Папеете). 
29 червня 1880 року він передав Таїті та його залежні території Франції , після чого він отримав пенсію від французького уряду , титул посада офіцера орденів Почесного легіону та Сільськогосподарських заслуг Франції.
Помер у від алкоголізму Королівському палаці в Папеете. Його поховано у королівській усипальниці .

## Родина
11 листопада 1857 року одружився з принцесою Те-ма-рі-і-Ма-і-хара Те-ухе-а-Те-уру-раї, дочкою вождя острова Хуахіне, проте 5 серпня 1861 року він розлучився. 
28 січня 1875 року  одружується вдруге на Джоанні Марау-Таароа Те-пау Салмон (надалі відомій як Її Величність Королева Марау Таїті). Шлюб тривав до 25 січня 1888 року . Від другої дружини мав одного сина та двох дочок:
- Принцеса Тері Нуї о Таїті Помаре (9 березня 1879 – 29 жовтня 1961);
- Принцеса Такау Помаре (4 січня 1887 – 27 червня 1976);
- Принц Ернест Альберт Помаре (15 травня 1888 – 4 грудня 1961).

Нащадки Помаре V залишаються непомітними учасниками життя Таїті та його островів.

## Нагороди
- Офіцер Ордена Почесного легіону (09/11/1880). [6]
- Офіцер  Ордена Сільськогосподарських заслуг (09/11/1880). [7]